# Бейлин, Бернард
Бе́рнард Бе́йлин (англ. Bernard Bailyn; 9 сентября 1922 — 7 августа 2020) — американский историк, специализировавшийся на колониальном и революционном периодах истории США.

## Биография
Родился в Хартфорде, штат Коннектикут. В 1945 году получил степень бакалавра в колледже Уильямса, в 1953 году получил степень доктора философии в Гарвардском университете, в котором после этого остался работать на всю жизнь. Бейлин получал Пулитцеровскую премию по истории в 1968 и 1987 годах. В 1998 году Национальный гуманитарный фонд выбрал его для чтения лекций имени Джефферсона. В 2010 году он был награждён Национальной гуманитарной медалью.
Основные темы его научных исследований — торговля и демографические тенденции в период британского правления и Американской революции, деятельность лоялистов, международная торговля через Атлантический океан и особенно политические идеи, которые мотивировали патриотов; в последнем вопросе его взгляды, касающиеся причин и последствий Американской революции, часто расходятся с общепринятыми: основой теории Бейлина является то, что завоевание свободы и установление республики было главной целью для всех представителей американского общества. Наиболее известны его работы по исследованию республиканизма и истории Атлантики, его именем названы стипендии на изучение этих направлений. Бейлин был избран членом Американской академии искусств и наук в 1963 году. Также Бейлин являлся иностранным членом Российской академии наук (1994).